# Tadeusz Karnkowski
Tadeusz Karnkowski ps. Biskup (ur. 27 listopada 1917 w majątku Wiśniewa, gmina Wilczyn, województwo wielkopolskie, zm. 13 września 2013 w New Haven) – polski pilot dywizjonu 316.

## Życiorys
Tadeusz Karnkowski urodził się w rodzinie ziemiańskiej w majątku Wiśniewa w Wielkopolsce, herbu Junosza. Nie pamiętał matki gdyż zmarła w wieku 35 lat 25 grudnia 1917 roku. Wychował go ojciec: społecznik, rolnik założyciel gorzelni, udziałowiec w cukrowni w Gosławicach pod Koninem. Przez lata 20. XX wieku majątek prosperował dobrze. 27 listopada 1929 roku umarł Kazimierz Karnkowski, więc Wiśniewa przeszła w ręce synów: Jerzego i niepełnoletnich Tadeusz i Zdzisława. Tadeusz po nauce w szkole powszechnej i pierwszych klasach gimnazjum im. Jana Kasprowicza w Inowrocławiu, od 1931 roku uczył się w Korpusie Kadetów nr 2 w Chełmnie. Ukończył go latem 1936 roku w ramach XV promocji. Postanowił kształcić się w zawodzie oficera. Od 30 sierpnia 1936 roku służył w Wojsku Polskim, odbywając w Różanie kurs unitarny Szkoły Podchorążych Piechoty. Po jego zakończeniu rozpoczął naukę w Szkole Podchorążych Lotnictwa – Grupa Techniczna w Warszawie.

### II wojna światowa
Po wybuchu wojny przebywał w Warszawie. 3 września udał się do Małaszewicz, gdzie znajdowała się Baza Lotnicza nr 4. Zaraz po przybyciu został wezwany do stolicy, by pomóc w ewakuacji Polskich Zakładów Lotniczych, PZL. Wskutek niemożności przekroczenia Mostu Poniatowskiego wrócił do Brześcia oczekując rozkazów. Brał udział w ewakuacji Bazy Lotniczej nr 4. Przejął dowództwo nad pozostałymi żołnierzami i zaopatrzywszy się w paliwo i żywność, rozpoczął drogę ku południowej granicy. 13 września 1939 został mianowany na stopień podporucznika ze starszeństwem z dniem 1 sierpnia 1939 roku w korpusie oficerów lotnictwa, grupa techniczna. 18 września na rozkaz dowódcy czołówki technicznej Naczelnego Dowództwa Lotnictwa mjr. Surmowicza przedostał się do Rumunii.
Zdał dowództwo nad oddziałem oficerom 4. Bazy, zdołał wymienić złotówki na miejscową walutę, po czym z trzema oficerami amerykańskimi wyjechał do Bukaresztu (według dokumentów miał być krótko internowany w Tulcei i Babadag). W rumuńskiej stolicy zdał wóz polskim władzom i otrzymał paszport, do podróży pociągiem nad Morze Czarne, do Bałcziku. Po przekupieniu straży granicznej wszedł na pokład statku „Patris” (pod banderą grecką) opuszczając Rumunię 6 listopada. Przez Morze Czarne i Śródziemne dotarł do Malty. Oczekiwał tu na dalszą podróż. Jako oficerowi przysługiwała mu kabina I klasy z ordynansem, mimo wszystko brakowało ubrań. 20 listopada Karnkowski wysiadł ze statku Franconia w Marsylii. We Francji przebywał w bazie Lyon Bron. Utrzymywał się ze skromnej pensji dorabiając w brydża. W dniu upadku Francji zdołał dotrzeć na brzeg Morza Śródziemnego i ewakuować się do Oranu w Algierii, gdzie Francuzi wypłacając mu zaległe pieniądze umożliwili mu przejazd kolejowy do Casablanki. Stąd brytyjskim statkiem przez Gibraltar trafił 11 lipca 1940 roku do Wielkiej Brytanii lądując w Liverpoolu.
W Wielkiej Brytanii otrzymał service number P-0973. Przebywał w bazie RAF Innsworth koło Gloucester, ucząc się angielskich słówek. Po podpisaniu polsko-brytyjskiej umowy rządowej, od 9 sierpnia 1940 roku mieszkał w Blackpool. Począwszy od 3 marca 1941 roku wykorzystywał wiedzę zdobytą w Warszawie w ramach Centrum Szkolenia Personelu Naziemnego i uczył żołnierzy lotnictwa podstaw mechaniki oraz budowy silników. W związku z zapotrzebowaniem na pilotów złożył podanie o przeszkolenie w nowej specjalności i od 21 lipca 1941 roku służył w Drem, ucząc teorii. Od 11 sierpnia przebywał w Centrum Przyjmowania Personelu Latającego, a od 30 sierpnia uczył się w Polskiej Szkole Pilotażu Podstawowego w Hucknall, latając na dwupłatowym De Havilland Tiger Moth. 22 grudnia 1941 roku przeszedł kurs do 16. Polskiej Szkoły Pilotażu Zaawansowanego w Newton, latając na samolotach Miles Master. Po ukończeniu szkoleń wrócił do Blackpool z odznaką pilota 18 czerwca 1942 roku. Od 8 sierpnia do 28 września 1942 roku zrobił w 58 OTU w Grangemouth kurs myśliwski. W Anglii ukończył reaktywowaną w czasie wojny warszawską Wyższą Szkołę Wojenną. Został też instruktorem Angielskiej Operacyjnej Szkoły Pilotażu.
Po przeszkoleniu został skierowany do 316 dywizjonu myśliwskiego. Karnkowski był 83 pilotem, który dołączył do dywizjonu. Z początkiem października 1942 roku jego nowym dowódcą w eskadrze A został Franciszek Kozłowski. Latać zaczął we wrześniu 1942 roku. 6 października 1942 roku wykonał swój lot rozpoznawczy na Spitfire Mk V (nr BM181). Wykonał później 25 startów treningowych, latał na wysokość w szyku i nad ziemią, ćwiczenie nawigacji i strzelania do celów naziemnych oraz start alarmowy.
Brał m.in. udział w bitwie powietrznej nad Belgią w 1943 roku, w lotach operacyjnych nad Francją i krajami Beneluksu, a także w lotach patrolowych nad Norwegią i Niemcami. 14 maja 1943 roku omal nie stracił życia podczas lotu bojowego. Biorąc udział w operacji Ramord 73, osłaniali Latające Fortece 8. Armii USAAF, atakujące lotnisko Wevelgem w Belgii. Wrogi brzeg wyprawa przekroczyła w rejonie Dunkierki i Nieuwpoort około godziny 12:20. Ośrodek dowodzenia podał wiadomość, że Niemcy nadlatują w sile około 50 maszyn. Focke Wulfy zaatakowały bombowce dwójkami od przodu i boków. Walka trwała kwadrans, aż do celu po czym stopniowo słabnąc, przeciągnęły się w drodze powrotnej. Kiedy para Fw 190 zanurkowała na samoloty bombowe przeleciała obok polskiej trójki. Prowadzący zakręcił w lewo za Niemcami. Tadeusz podczas zakrętu został z tyłu, zauważywszy, że dwa Spitfire'y atakuje z boku druga para Fw 190 skręcił ostro w prawo oddając krótką serię z karabinów i będąc na wysokości 7000 metrów odskoczył gwałtownie, że stracił przytomność. Odzyskał przytomność na wysokości 5200 metrów w rejonie na północ od Courtai. Pogoń trzech Fw 190 doganiała go kiedy uchylając się starał odzyskać wysokość. Po kilku kręgach oddał długą serię do jednej z maszyn która zaliczona została jako prawdopodobnie zestrzelona. Po 12 minutach walki z pozostałymi dwoma osiągnął pułap 7000 metrów uzyskując przewagę przez uruchomiony drugi stopień sprężarki i mógł bezpiecznie odlecieć do Anglii.
W czerwcu, lipcu i sierpniu pilot wykonał prawie 25 lotów bojowych. 24 czerwca wylecieli do zadania Ramord 102 jako tylne wsparcie operacyjne, gdzie wpadli w zasadzkę goniąc za dwoma Fw 190 jednak szybkie zorientowanie się w sytuacji pozwoliło na ucieczkę zadając stratę. 3 sierpnia 1943 roku odznaczony został Polową Odznaką Pilota, a 9 sierpnia Krzyżem Walecznych. Po wizycie Naczelnego Wodza gen. Sosnkowskiego 9 października 1943 roku dywizjon latał treningowo. W grudniu i styczniem 1944 roku czasowo przebywali w Digby. Wykonywali loty treningowe i cztery alarmowe. 14 lutego 1944 roku jednostka przeniosła się na lotnisko Woodvale.
Początkowo do 18 grudnia 1944 roku przebywał w Blackpool. Od 29 grudnia był instruktorem w 61 OTU w Rednal. Wykonał łącznie 84 loty bojowe (189 godzin i 20 minut) i 47 lotów operacyjnych (75 minut i 40 sekund). 8 marca 1945 roku otrzymał Srebrny Krzyż Virtuti Militari (nr 10768; jako jeden z dwóch oficerów ze swojego rocznika podchorążówki). Wylatał też 554 godziny treningowo. Mimo zakończenia działań wojennych w Europie stale utrzymywał gotowość bojową trenując i ćwicząc. 17 września 1945 roku Dyon Warszawski przeniósł się na szkołę ognia w Fairwood Common w Walii. Karnkowski odszedł z jednostki do Wyższej Szkoły Lotniczej w Weston-super-Mare koło Bristolu. VII kurs WSL rozpoczął się w połowie września 1945 roku, przyjęto 28 oficerów lotnictwa, trzech oficerów wojsk lądowych i jednego z marynarki. Wojskowe studia Karnkowski ukończył 7 kwietnia 1946 roku. 16 sierpnia 1946 roku ożenił się w Ashemnhaugh z pochodzącą z Torunia Polską, Xenią Marią Cresby. W Polskich Siłach Powietrznych w Wielkiej Brytanii służył do 7 stycznia 1947 roku. Za zasługi oprócz Virtuti Militari i trzykrotnego Krzyża Walecznych został odznaczony trzykrotnie Medalem Lotniczym oraz brytyjskimi 1939–1945 Star, Air Crew Europe Star, Defence Medal i War Medal.
8 stycznia 1947 roku wstąpił do Polskiego Korpusu Przysposobienia i Rozmieszczenia i został przydzielony służbowo do bazy Framlingham. Pozostawał na żołdzie brytyjskim dwa lata, do 8 stycznia 1949 roku. W Anglii ze względu na powrót wielu zdemobilizowanych żołnierzy do zawodów cywilnych nie miał możliwości zdobycia lepszej pracy.

### Na emigracji
Wypełnił formalności i wiosną 1949 roku Tadeusz Karnkowski z córką i żoną wypłynął z Francji do Argentyny. Mieszkał w Buenos Aires, gdzie pracował jako mechanik, a potem w przemyśle ciężkim. Kiedy Stany Zjednoczone otworzyły granice dla byłych robotników przymusowych w Niemczech, rodzice żony dostali się w ciągu miesiąca do USA. Składając podanie o wizy emigracyjne i po pięciu latach przeniósł się do Stanów Zjednoczonych. W USA pracował w biurach konstrukcyjnych Armzen-Sendzimir Co., Loewy Hydropress i Waterbury Farrel oraz Integrate Industrial Systems. W ramach kontraktów wyjeżdżał m.in. do Rosji i krajów Azji. Wcześniej zmarł tragicznie ich syn Arthur w 1969 roku. Po przebytym zawale w grudniu 1995 roku Karnkowski zakończył pracę zawodową. 1 lipca 2008 roku minister obrony narodowej Bogdan Klich mianował go na stopień majora w stanie spoczynku (dyplom pilot odebrał 25 marca 2009 roku). Żona majora Karnkowskiego był zmarła w 2009 r. Będąc wdowcem wracał do rodzinnych stron będąc gościem na wielu zjazdach.
Były pilot chorował na raka trzustki. Zmarł w domu seniora w New Haven. W Stanach Zjednoczonych nie miał już rodziny. Jego prochy zostały przewiezione do kraju i złożone w grobie rodzinnym na cmentarzu w Wilczynie.

## Zwycięstwa powietrzne
Na liście Bajana figuruje na 199. pozycji z 1 i 1/2 pewnymi i 1 prawdopodobnym zestrzelonym samolotem Luftwaffe. Zestrzelił również 6 bomb latających V-1.

## Ordery i odznaczenia
- Krzyż Srebrny Orderu Virtuti Militari nr 10768[2]
- Krzyż Oficerski Orderu Odrodzenia Polski (pośmiertnie)[3]
- Krzyż Walecznych
- Medal Lotniczy czterokrotnie